# تاتسوهيرو وكينا
تاتسوهيرو وكينا (باليابانية: 喜名 哲裕) (10 ديسمبر 1976 في ناها في اليابان – )؛ هو لاعب كرة قدم ياباني سابق كان يلعب كلاعب وسط.

## وصلات خارجية
- تاتسوهيرو وكينا على موقع رابطة كرة القدم اليابانية للمحترفين (اليابانية)
- تاتسوهيرو وكينا على موقع قاعدة بيانات كرة القدم.إي يو (الإنجليزية)
- تاتسوهيرو وكينا على موقع Soccerway.com (الإنجليزية)
- تاتسوهيرو وكينا على موقع عالم كرة القدم.نت (الإنجليزية)